# ملكية دستورية
| أنظمة الحكم الجمهورية: |
| جمهوريات رئاسية برئاسة تنفيذية منفصلة عن الهيئة التشريعية جمهوريات شبه رئاسية برئاسة تنفيذية ورئيس منفصل للحكومة يقود بقية السلطة التنفيذية، والذي يُعينه الرئيس ويكون مسؤولاً أمام الهيئة التشريعية جمهوريات برلمانية ذات رئيس شرفي وغير تنفيذي، وفيها يقود رئيس الحكومة السلطة التنفيذية ويعتمد على ثقة المجلس التشريعي جمهوريات يُنتخب أو يُسمى فيها رئيس للدولة وللحكومة من قبل الهيئة التشريعية وقد يخضع أو لا يخضع لثقة البرلمان جمهورية مستقلة عن المجلس، وفيها يكون فيها الرئيس أو حكومة المديرين على رأس الحكومة وتنتخبه الهيئة التشريعية، ولكنه مستقل عنها وغير مسؤول أمامها جمهورية ثِيُقراطية، وفيها يتمتع المرشد الأعلى بسلطة تنفيذية وتشريعية كبيرة |

| أنظمة الحكم الملكية: |
| ملكيات دستورية، مع عاهل شرفي وغير تنفيذي، وفيها يقود رئيس منفصل للحكومة السلطة التنفيذية ملكيات شبه دستورية، مع عاهل يتمتع بسلطة تنفيذية أو تشريعية كبيرة ملكيات مطلقة، وفيها تكون السلطة بيد العاهل |

| دول الحزب الواحد (جمهوريات من حيث المبدأ) دول ذات نظام المجلس العسكري: لجنة من القادة العسكريين تسيطر على الحكومة، دول عُلقت فيها الأحكام الدستورية الخاصة بالحكومة دول ذات حكومة مؤقتة: لا يوجد أي أساس دستوري محدد لأنظمتها الحالية الأقاليم التابعة أو الأماكن التي لا توجد بها حكومات |

ملكية دستورية (المعروفة أيضًا باسم نظام ملكي برلماني) هو شكل من أشكال الملكية السيادية التي تمارس سلطاتها وفقا للدستور سواء كان مكتوبًا أو غير مكتوب. وهي تختلف عن الملكية المطلقة (التي يحمل العاهل وفقها سلطات مطلقة)، في أن الملكية الدستورية لا بد أن يمارس الملك صلاحياته وسلطاته ضمن الحدود المنصوص عليها ضمن الإطار القانوني المنصوص لها. وتتراوح الملكيات الدستورية من دول مثل المغرب، حيث يمنح الدستور صلاحيات تقديرية كبيرة للملك، لدول مثل اليابان أو السويد أو الدنمارك حيث يحتفظ العاهل بعدد قليل جدًا أو معدوم من السلطات الرسمية.
قد يشير مصطلح الملكية الدستورية أيضًا إلى النظام الذي يسمح للملك بالتصرف كرئيس سياسي محايد وفقا للدستور، سواء كان مكتوبًا أو غير مكتوب. في حين أن معظم الملوك قد يحملون سلطة رسمية بينما الحكومة هي من تُسيّر الأعمال بشكل قانوني باسم الملك، كما هو قائم في أوروبا، حيث أن الملك هناك لم يعد شخصيًا يحدّد السياسة العامة أو يختار القادة السياسيين لإدارة البلد.
عمد العالم السياسي فيرنون بوجدانور، إلى إعادة صياغته القول الشهير لتوماس ماكاولي، حيث عرّف الملك الدستوري بأنه «ملك يحكم ولكنه لا يحكم». 
بالإضافة إلى وصفها رمزا واضحا للوحدة الوطنية، الملك دستوري قد يعقد القوى الرسمية مثل حل البرلمان أو إعطاء الموافقة الملكية للتشريع. ومع ذلك، فإن ممارسة هذه الصلاحيات تكون بشكل صارم إلى حد كبير وفقا للمبادئ الدستورية سواء كانت مكتوبة أو غير مكتوبة الاتفاقيات الدستورية، وليس لأي منها أفضلية سياسية شخصية التي تفرضها السيادية. في الدستور الإنجليزي، حدد المنظر السياسي البريطاني والتر باجيت ثلاثة حقوق سياسية رئيسية التي قد يمارسها الملك الدستوري بحرية: الحق في أن يستشار، والحق في التشجيع، والحق في التحذير.
العديد من الملكيات الدستورية ما زالت تحتفظ بسلطات كبيرة أو النفوذ السياسي من خلال بعض القوى الاحتياطية، ويمكن أيضا أن تلعب دورا سياسيا هاما.
المملكة المتحدة وغيرها من العوالم الكومنولث كلها ملكيات دستورية في التقليد وستمنستر الحكم الدستوري. ثلاث ولايات - ماليزيا وكمبوديا والكرسي الرسولي - يحكمها ملوك منتخبون، حيث يتم اختيار الحاكم بشكل دوري من قبل هيئة انتخابية صغيرة.

## التاريخ
العودة إلى العصور القديمة كانت أقدم ملكية دستورية تؤرخ من الحثيين. كانوا شعب الأناضول القديمة التي عاشت خلال العصر البرونزي الذي كان يتقاسم السلطة مع البرلمان ، ودعا بانكو، أي ما يعادل التجمع التداولي للهيئة تشريعية في العصر الحديث للملك أو الملكة. وتناثرت هذه العائلات النبيلة التي عملت كممثلين لرعاياهم في معاون أو اتباع من نوع اتحادي مناظر للطبيعة.
كانت أحدث دولة انتقلت من ملكية مطلقة إلى ملكية دستورية هي بوتان، بين عامي 2007 و 2008.

## الملكية الدستورية والمطلقة

### إنجلترا والمملكة المتحدة
في المملكة من إنكلترا، قاد الثورة المجيدة من 1688 إلى ملكية دستورية مقيدة بالقوانين مثل قانون الحقوق 1689 وقانون التسوية 1701، على الرغم من القيود المفروضة على سلطة الملك (ملكية محدودة) هي من ذلك بكثير أقدم من ذلك (انظر ماجنا كارتا). في الوقت نفسه، في اسكتلندا سنت اتفاقية عقارات المطالبة قانون حق 1689، والتي وضعت حدودا مماثلة على النظام الملكي الإسكتلندي.
على الرغم من أن الملكة كان العاهل الماضي بنقض قانون صادر عن البرلمان عندما في عام 1707 أنها منعت ميليشيا بيل الإسكتلندي، واصلت الملوك هانوفر لإملاء بشكل انتقائي سياسات الحكومة. على سبيل المثال جورج الثالث سدت باستمرار الكاثوليكية التحرير، في نهاية المطاف عجل باستقالة ويليام بيت الأصغر رئيسا للوزراء في 1801. ورفض نفوذ ذات السيادة على اختيار رئيس الوزراء تدريجيا خلال هذه الفترة، وليام الرابع يجري العاهل الماضي اقالة رئيس وزراء، عندما في عام 1834 أزاح اللورد ملبورن نتيجة لاختيار ملبورن اللورد جون راسل كقائد للبيت العموم. كانت الملكة فيكتوريا العاهل الماضي لممارسة السلطة الشخصية الحقيقية ولكن هذا تضاءل على مدى فترة حكمها. في عام 1839 أصبحت السيادة الماضية للحفاظ على رئيس وزراء في السلطة ضد إرادة البرلمان عندما أدت الأزمة حجرة النوم في الاحتفاظ إدارة الرب في ملبورن. بحلول نهاية فترة حكمها، إلا أنها يمكن أن تفعل شيئا لمنع غير مقبول (لها) بريميرشبس وليام غلادستون، على الرغم من أنها لا تزال تمارس السلطة في التعيينات في مجلس الوزراء، على سبيل المثال في عام 1886 منع اختيار غلادستون هيو تشايلدرز أمينا الحرب لصالح من السير هنري كامبل بانرمان.
اليوم، دور العاهل البريطاني هو من الاتفاقية الاحتفالية بشكل فعال. بدلا من ذلك، والبرلمان البريطاني والحكومة - وعلى رأسها في مكتب رئيس الوزراء - ممارسة سلطاتهم تحت عنوان «الملكية (أو ولي العهد) امتياز»: نيابة عن الملك ومن خلال القوى لا يزال يمتلك رسميا من قبل الملك.
لا يجوز لأي شخص يقبل منصب عام كبير دون يؤدون يمين الولاء للملكة. مع استثناءات قليلة، لا بد للملك من قبل المؤتمر الدستوري على التصرف بناء على نصيحة من الحكومة.

### أوروبا القارية
وقعت الملكية الدستورية الأولى في أوروبا القارية، وكان أول دستور أن تشكل حكومة ملكية دستورية البولندية من 3 مايو 1791، وكان ذلك في الدستور الثاني في العالم بعد أول دستور جمهوري من الولايات المتحدة. كما وقعت الملكية الدستورية لفترة وجيزة في السنوات الأولى للثورة الفرنسية، ولكن على نطاق أوسع بكثير بعد ذلك. يعتبر نابليون بونابرت الملك الأول الذي يعلن نفسه باعتباره تجسيدا للأمة، بدلا من أن يكون الحاكم المعين إلهيا؛ هذا التفسير للملكية هو ثيق إلى ملكيات دستورية القارية. في عناصر له في فلسفة الحق (1820)، أعطاه مبررا الفلسفي الذي يتفق مع تطور النظرية السياسية المعاصرة وجهة نظر المسيحية البروتستانتية القانون الطبيعي. توقعات هيغل من ملك دستوري بصلاحيات محدودة جدا الذي تتمثل مهمته في تجسيد الطابع الوطني وتوفير الاستمرارية الدستورية في أوقات الطوارئ انعكس في تطوير الملكيات الدستورية في أوروبا واليابان.

## الملكية الدستورية الحديثة
كما كان مقررا في الأصل، وكان ملكا دستوريا رئيس السلطة التنفيذية وإلى حد بعيد شخصية قوية على الرغم من له أو لها سلطة محدودة في الدستور والبرلمان المنتخب. بعض واضعي دستور الولايات المتحدة ربما تصور الرئيس بوصفه ملكا دستوريا المنتخبة، كما كان من المفهوم المصطلح ثم بعد حساب مونتسكيو لمبدأ الفصل بين السلطات.
مفهوم الوقت الحاضر من ملكية دستورية تطويرها في المملكة المتحدة، حيث البرلمانات المنتخبة ديمقراطيا، وزعيمهم، رئيس الوزراء، وممارسة السلطة، مع الملوك جود السلطة تنازلت والمتبقية على أنه موقف اسمية. في كثير من الحالات الملوك، في حين لا يزال في أعلى الهرم السياسي والاجتماعي، وبالنظر إلى حالة من «خدام الشعب» لتعكس موقف المساواة الجديد. في سياق الملكي فرنسا في يوليو، لويس فيليب الأول كانت تسمى «ملك فرنسا» بدلا من «ملك فرنسا».
بعد توحيد ألمانيا، رفض أوتو فون بسمارك النموذج البريطاني. في الملكية الدستورية التي أنشئت بموجب دستور الإمبراطورية الألمانية التي ألهمت بسمارك، الإبقاء على كايزر السلطة التنفيذية الفعلية كبيرة، في حين أن المستشار الإمبراطوري حاجة إلى تصويت البرلمان على الثقة واستبعد فقط من ولاية الإمبراطورية. لكن هذا النموذج من ملكية دستورية فقدت مصداقيتها وألغيت بعد هزيمة ألمانيا في الحرب العالمية الأولى. وفي وقت لاحق، يمكن اعتبار إيطاليا الفاشية أيضا نظام ملكي دستوري، في أن هناك ملك كرئيس فخري للدولة بينما عقدت السلطة الفعلية التي كتبها بنيتو موسوليني في ظل دستور. هذا مصداقيتها في نهاية المطاف النظام الملكي الإيطالية وأدى إلى إلغائها في عام 1946. وبعد الحرب العالمية الثانية، على قيد الحياة الملكيات الأوروبية اعتمدت دائما تقريبا بعض البديل من نموذج النظام الملكي الدستوري وضعت أصلا في بريطانيا.
في الوقت الحاضر تعتبر الديمقراطية البرلمانية التي هي ملكية دستورية تختلف من واحد هو أن الجمهورية فقط في التفاصيل وليس في الجوهر. في كلتا الحالتين، الرئيس الفخري لدولة الملك أو الرئيس يخدم الدور التقليدي لتجسيد وتمثيل الأمة، في حين يتم الحكومة على من قبل مجلس الوزراء تتكون في الغالب من الأعضاء المنتخبين في البرلمان.
ومع ذلك، هناك ثلاثة عوامل مهمة تميز الملكيات مثل المملكة المتحدة من الأنظمة التي قدر أكبر من السلطة قد يستريح خلاف مع البرلمان. هذه هي: الامتياز الملكي الذي بموجبه الملك أن يمارس السلطة في ظل ظروف معينة محدودة جدا. الحصانة السيادية التي بموجبها الملك قد تفعل أي خطأ وفقا للقانون لأنه بدلا من ذلك تعتبر الحكومة مسؤولة عنها؛ والملك لا يخضع لنفس الضرائب أو استخدام خاصية القيود حيث أن معظم المواطنين. قد تكون الامتيازات الأخرى الاسمي أو احتفالية (على سبيل المثال، حيث تعمل السلطة التنفيذية والسلطة القضائية والشرطة أو القوات المسلحة على سلطة أو يدينون بالولاء لولي العهد).
اليوم أكثر قليلا من ربع الملكيات الدستورية وبلدان أوروبا الغربية، بما في ذلك المملكة المتحدة، هولندا، بلجيكا، النرويج، الدنمارك، إسبانيا، لوكسمبورغ، موناكو وليختنشتاين والسويد. ومع ذلك، وهما الملكيات الدستورية من حيث عدد السكان في العالم في آسيا: اليابان وتايلاند. في هذه البلدان يحمل رئيس الوزراء صلاحيات يوما بعد يوم من الحكم، في حين يحتفظ العاهل السلطات المتبقية (ولكن ليس دائما تافهة). صلاحيات العاهل تختلف بين البلدان. في الدنمارك وفي بلجيكا، على سبيل المثال، يعين الملك رسميا ممثل لرئاسة تشكيل حكومة ائتلافية بعد الانتخابات البرلمانية، في حين أن الملك يرأس في النرويج اجتماعات خاصة لمجلس الوزراء.
في جميع الحالات تقريبا، والملك لا يزال الرئيس التنفيذي الاسمي، ولكن لا بد من الاتفاقية على التصرف بناء على نصيحة من مجلس الوزراء. عدلت عدد قليل من الممالك (وأبرزها اليابان والسويد) فقط دساتيرها بحيث الملك لم يعد حتى الرئيس التنفيذي الاسمي.
هناك ستة عشر ممالك دستورية في ظل الملكة اليزابيث الثانية، والتي تعرف باسم العوالم الكومنولث. وخلافا لبعض من نظيراتها الأوروبية القارية، خادم الحرمين الشريفين، ولها محافظي العام في العوالم الكومنولث عقد كبير «الاحتياطي» أو السلطات «حق»، إلى أن مارسه في أوقات الطوارئ القصوى أو الأزمات الدستورية، وعادة لدعم حكومة برلمانية. حدث مثيل الحاكم العام ممارسة هذه السلطة أثناء الأزمة الدستورية الأسترالية عام 1975، عندما رئيس الوزراء الأسترالي، جوف وايتلام، ورفضت من قبل الحاكم العام. وكان مجلس الشيوخ الأسترالي هدد بمنع ميزانية الحكومة برفضها لتمرير قانون الاعتمادات المالية اللازمة. في 11 نوفمبر 1975، وتهدف ايتلام إلى الدعوة لانتخابات نصف مجلس الشيوخ في محاولة لكسر الجمود. وعندما طلب موافقة الحاكم العام لنتيجة الانتخابات، بدلا من رفض الحاكم العام له كرئيس للوزراء، وبعد ذلك بوقت قصير تثبيت زعيم مالكولم فريزر المعارضة في مكانه. تتصرف بسرعة قبل أن يصبح جميع أعضاء البرلمان على بينة من تغيير الحكومة، فريزر وحلفائه تأمين مرور قانون الاعتمادات المالية، وحلت الحاكم العام البرلمان لإجراء انتخابات حل مزدوجة. أعيدوا فريزر وحكومته بأغلبية واسعة النطاق. وأدى ذلك إلى الكثير من التكهنات بين مؤيدي وايتلام في ما إذا كان هذا الاستخدام من القوات الاحتياطية الحاكم العام المناسب، وعما إذا كانت أستراليا ينبغي أن تصبح الجمهورية. بين مؤيدي نظام ملكي دستوري، ومع ذلك، أكدت تجربة قيمة الملكية كمصدر للضوابط والتوازنات ضد السياسيين المنتخبين الذين قد تسعى القوى تزيد عن تلك التي يمنحها الدستور، وفي نهاية المطاف كضمان ضد الدكتاتورية.

وترد الملكيات الدستورية مع الأنظمة البرلمانية التمثيلية باللون الأحمر. وترد الأنظمة البرلمانية الأخرى (الجمهوريات) باللون البرتقالي والأخضر.

## قائمة الملكيات الدستورية الحالية
| الدولة                   | متى طبقت الملكية الدستورية   | نوع الملكية الدستورية                     | طريقة اختيار العاهل                                                       |
| ------------------------ | ---------------------------- | ----------------------------------------- | ------------------------------------------------------------------------- |
| أنتيغوا وباربودا         | 1981                         | مملكة                                     | عضو في دول الكومنولث، وراثي الحكم                                         |
| أندورا                   | 1993                         | إمارة مشتركة                              | اختيار أسقف «لا سي دي رجيل» وانتخابات الرئيس الفرنسي                      |
| أستراليا                 | 1901                         | مملكة                                     | عضو في دول الكومنولث، وراثي الحكم                                         |
| باهاماس                  | 1973                         | مملكة                                     | عضو في دول الكومنولث، وراثي الحكم                                         |
| البحرين                  | 2002                         | مملكة                                     | وراثي في أسرة آل خليفة                                                    |
| بلجيكا                   | 1831                         | مملكة شعبية                               |                                                                           |
| بليز                     | 1981                         | مملكة                                     | عضو في دول الكومنولث، وراثي الحكم                                         |
| بوتان                    | 2007                         | مملكة                                     | وراثية                                                                    |
| كمبوديا                  | 1993                         | مملكة                                     | من يختاره مجلس العرش                                                      |
| كندا                     | 1867 (وتم تحديث ذلك في 1982) | مملكة                                     | عضو في دول الكومنولث، وراثي الحكم                                         |
| الدنمارك                 | 1953                         | مملكة                                     | وراثية                                                                    |
| غرينادا                  | 1974                         | مملكة                                     | عضو في دول الكومنولث، وراثي الحكم                                         |
| جامايكا                  | 1962                         | مملكة                                     | عضو في دول الكومنولث، وراثي الحكم                                         |
| اليابان                  | 1946                         | إمبراطورية                                | وراثية                                                                    |
| الأردن                   | 1923                         | مملكة                                     | وراثية                                                                    |
| الكويت                   | 1962                         | إمارة                                     | وراثية، مع موافقة مجلس الأمة الكويتي                                      |
| ليسوتو                   | 1993                         | مملكة                                     | وراثية، مع موافقة من رئاسة الأركان                                        |
| ليختنشتاين               | 1862                         | إمارة                                     |                                                                           |
| لوكسمبورغ                | 1868                         | دوقية كبرى                                |                                                                           |
| ماليزيا                  | 1957                         | ملكية اتحادية                             | الاختيار من بين تسعة سلاطين وراثيين من الولايات الماليزية                 |
| موناكو                   | 1911                         | إمارة                                     |                                                                           |
| المغرب                   | 1666                         | مملكة                                     | وراثية                                                                    |
| هولندا                   | 1815                         | مملكة                                     | وراثية                                                                    |
| النرويج                  | 1814                         | مملكة                                     | وراثية                                                                    |
| نيوزيلندا                | 1907                         | مملكة                                     | عضو في دول الكومنولث، وراثي الحكم                                         |
| بابوا غينيا الجديدة      | 1975                         | مملكة                                     | عضو في دول الكومنولث، وراثي الحكم                                         |
| سانت كيتس ونيفيس         | 1983                         | مملكة                                     | عضو في دول الكومنولث، وراثي الحكم                                         |
| سانت لوسيا               | 1979                         | مملكة                                     | عضو في دول الكومنولث، وراثي الحكم                                         |
| سانت فينسنت والغرينادين  | 1979                         | مملكة                                     | عضو في دول الكومنولث، وراثي الحكم                                         |
| جزر سليمان               | 1978                         | مملكة                                     | عضو في دول الكومنولث، وراثي الحكم                                         |
| إسبانيا                  | 1978                         | مملكة                                     | وراثية                                                                    |
| إسواتيني                 | 1968                         | مملكة، خليط من الملكية الدستورية والمطلقة | وراثية                                                                    |
| السويد                   | 1974                         | مملكة                                     | وراثية                                                                    |
| تايلاند                  | 2007                         | مملكة                                     | وراثية                                                                    |
| تونغا                    | 1970                         | مملكة                                     |                                                                           |
| توفالو                   | 1978                         | مملكة                                     | عضو في دول الكومنولث، وراثي الحكم                                         |
| الإمارات العربية المتحدة | 1971                         | إمارات فيدرالية                           | الرئيس ينتخب من قبل أمراء الإمارات السبع الأعضاء في المجلس الأعلى للاتحاد |
| المملكة المتحدة          | 1688                         | مملكة                                     | وراثية                                                                    |

## الملكيات الدستورية السابقة
- وكانت المملكة الأنجلو-الكورسيكية فترة وجيزة في تاريخ كورسيكا (1794-1796) عندما اندلعت الجزيرة مع فرنسا الثورية وسعت الحماية العسكرية من بريطانيا العظمى. أصبحت كورسيكا مملكة مستقلة في عهد جورج الثالث من المملكة المتحدة، ولكن مع لبرلمان منتخب الخاصة ودستور مكتوب ضمان الحكم الذاتي المحلي والحقوق الديمقراطية.
- البرازيل من 1822، مع إعلان الاستقلال وقيام الإمبراطورية البرازيل بيدرو الأول من البرازيل إلى عام 1889، عندما أطيح بيدرو الثاني عن طريق انقلاب عسكري.
- المملكة بلغاريا حتى عام 1946 عندما أطيح القيصر سيميون من قبل الجمعية الشيوعي.
- وكانت العديد من جمهوريات الكومنولث الملكيات الدستورية لفترة ما بعد الاستقلال، بما في ذلك (1970-1987) فيجي، غامبيا (1965-1970)، وغانا (1957-1960)، غيانا (1966-1970)، وترينيداد وتوباغو (1962-1976).
- وكان جراند إمارة فنلندا ملكية دستورية على الرغم من حاكمها ألكسندر الأول، وكان في الوقت ذاته المستبد والحاكم المطلق في روسيا.
- فرنسا، عدة مرات خلال القرن 19. أعلن نابليون بونابرت نفسه إمبراطور الفرنسيين في ما كان ظاهريا ملكية دستورية، على الرغم من المؤرخين المعاصرين في كثير من الأحيان عملة حكمه كما ملكية مطلقة. [بحاجة لمصدر] واستعادة بوربون (تحت لويس الثامن عشر وشارل العاشر)، وملكية يوليو (تحت لويس -فليبي)، والإمبراطورية الثانية (تحت حكم نابليون الثالث) كانت أيضا ملكيات دستورية، على الرغم من أن قوة الملك تتباين بشكل كبير بينهما.
- كانت الإمبراطورية الألمانية 1871-1918، (وكذلك الاتحادات السابقة، والملكيات وتألفت من) أيضا نظام ملكي نرى الدستورية دستور الإمبراطورية الألمانية.
- اليونان حتى عام 1973 عندما أطيح قسطنطين الثاني من قبل الحكومة العسكرية. تم رسميا على قرار استفتاء 8 ديسمبر 1974.
- انتقلت هاواي، التي كانت ملكية مطلقة منذ تأسيسها في عام 1810، إلى ملكية دستورية في عام 1840 عندما أصدر الملك كاميهاميها الثالث أول دستور للمملكة. واستمر هذا الشكل الدستوري للحكومة حتى تمت الإطاحة بالنظام الملكي في عام 1893 في مؤامرة أمريكية.
- مملكة المجر. في 1848-1849 و1867-1918 كجزء من النمسا والمجر. في فترة ما بين الحربين (1920-1944) ظلت المجر ملكية دستورية دون العاهل الحاكم.
- أيسلندا. أنشأ قانون الاتحاد، و1 ديسمبر 1918 اتفاقية مع الدنمارك أيسلندا كمملكة ذات سيادة موحدة مع الدنمارك في ظل ملك مشترك. أيسلندا إلغاء النظام الملكي وأصبحت جمهورية في 17 يونيو 1944 بعد الاستفتاء على الدستور الآيسلندي، 24 مايو 1944.
- وكانت إيران تحت محمد رضا شاه بهلوي الملكية الدستورية، التي أنشئت أصلا أثناء الثورة الدستورية الفارسي في عام 1906.
- إيطاليا حتى 2 يونيو 1946، عندما أعلن استفتاء نهاية المملكة وبداية الجمهورية.
- الإمبراطورية الكورية [بحاجة لمصدر] أعلن في أكتوبر 1897 إلى ضم كوريا من اليابان في 20 أغسطس 1910. ونجحت مملكة جوسون.
- وكانت المملكة من لاوس ملكية دستورية حتى عام 1975، عندما أجبرت سيسافنج فتحنا على التنازل عن العرش من قبل الشيوعيين باثيت لاو.
- وكانت المكسيك مرتين إمبراطورية. كانت الإمبراطورية المكسيكية الأولى من 21 يوليو 1822 إلى 19 مارس 1823، مع أوغستين دي إتوربيدي خدمة كإمبراطور. ثم، مع مساعدة من التيجان النمساوية والأسبانية، نابليون الثالث في فرنسا تثبيت ماكسيميليان هابسبورغ كإمبراطور للمكسيك. هذه محاولة لخلق نظام ملكي على النمط الأوروبي استمرت ثلاث سنوات، 1864-1867.
- الجبل الأسود حتى عام 1918 عندما اندمجت مع صربيا والمناطق الأخرى لتشكيل يوغوسلافيا.
- نيبال حتى 28 مايو 2008، عندما أطيح الملك جيانيندرا، وجمهورية نيبال الديمقراطية الاتحادية أعلن.
- الإمبراطورية العثمانية من 1876 إلى 1878، ومرة أخرى من 1908 حتى انهيار الامبراطورية في عام 1922.
- تعمل في الكومنولث البولندي اللتواني، التي تشكلت بعد اتحاد لوبلين في 1569 ودائمة حتى التقسيم النهائي للدولة في عام 1795، والكثير مثل العديد من الملكيات الدستورية الأوروبية الحديثة (في الذي تم تغييره رسميا من قبل المؤسسة للدستور 3 مايو 1791، التي مؤرخ يدعو نورمان ديفيز «الدستور الأول من نوعه في أوروبا»). المشرعون من دولة موحدة حقا لم يراها الحكم الملكي في كل شيء، ولكن كجمهورية تحت رئاسة الملك. كما تابع بولندا وليتوانيا مبدأ «ريكس ريجنت آخرون غير جبرناة»، وكان برلمان من مجلسين، ومجموعة من الوثائق القانونية الراسخة التي تبلغ دستور على غرار الحديثة في المملكة المتحدة. تم انتخاب الملك، وكان من واجب الحفاظ على حقوق الشعب.
- كانت البرتغال الملكي منذ 1139 وملكية دستورية 1822-1828، ومرة أخرى من 1834 حتى عام 1910، عندما أطيح مانويل الثاني عن طريق انقلاب عسكري. من 1815-1825 كانت جزءا من المملكة المتحدة من البرتغال والبرازيل والجرفس التي كانت ملكية دستورية للسنوات 1820-1823.
- المملكة رومانيا منذ إنشائها في عام 1881 أونتي
- االمملكة العراقية قامت هذه المملكة عام 1921 ومؤسسها الملك فيصل الأول، سقطت هذه المملكة عام 1958 بإنقلاب عسكري بقيادة عبد الكريم قاسم.[18]
- المملكة العربية السورية قامت هذه المملكة يوم 8 مارس 1920، ومؤسسها هو الملك فيصل الأول، سقطت هذه المملكة يوم 28 يوليو 1920 بعد احتلال فرنسا لسوريا.[19]

## ممالك دستورية فريدة من نوعها
- أندورا الملكية الوحيدة التي تناط رئيس الدولة بالاشتراك في شخصين («المشارك الأمراء»): أسقف أورجيل ورئيس فرنسا.
- أندورا وموناكو وليختنشتاين والكويت وقطر هي الدول الوحيدة مع الأمير الحاكم.
- بلجيكا هي ملكية شعبية واضحة فقط، واللقب الرسمي للبه الملك يجري ملك البلجيك وليس ملك بلجيكا.
- اليابان هي الدولة الوحيدة المتبقية مع الإمبراطور.
- لوكسمبورغ هي البلد الوحيد مع الدوق الأكبر.
- ماليزيا هي الدولة الاتحادية الوحيد مع النظام الملكي الانتخابية، وتوانكو سيد سراج، يتم اختيارهم من بين حكام الولايات التسع الذين هم أيضا ملكية دستورية أنفسهم.

## الملاحظات
1. ↑  Blum, Cameron & Barnes 1970، صفحات 267–268.
2. ↑  Kurian 2011، صفحة [بحاجة لرقم الصفحة].
3. ↑  Bogdanor 1996، صفحات 407–422.
4. ↑  "The Hittites"، smie.co، 12 سبتمبر 2008، مؤرشف من الأصل في 2017-10-20 [بحاجة لمصدر أفضل]
5. ↑  Akurgal 2001، صفحة 118.
6. ↑  Hague، William (2004). William Pitt the Younger (ط. 1st). London: HarperCollins. ص. 469–72. ISBN:0007147198.
7. ↑  Hurd، Douglas (2007). Robert Peel - a biography (ط. 1st). London: Weidenfeld & Nicolson. ص. 169–70. ISBN:9780297848448.
8. ↑  Mitchell، L.G. (1997). Lord Melbourne 1779-1848 (ط. 1st). New York: Oxford University Press. ص. 147. ISBN:0198205929.
9. ↑  Mitchell، L.G. (1997). Lord Melbourne 1779-1848 (ط. 1st). New York: Oxford University Press. ص. 241–2. ISBN:0198205929.
10. ↑  Wilson، John (1973). CB - A life of Sir Henry Campbell-Bannerman (ط. 1st). London: Constable and Company Limited. ص. 161–2. ISBN:009458950X. مؤرشف من الأصل في 2019-12-17. اطلع عليه بتاريخ 2016-06-03.
11. ↑  Royal Household staff 2015a.
12. ↑  Dunt 2015.
13. ↑  Parliamentary staff 2010.
14. ↑  Sear 2001، صفحة 3.
15. 1 2  Hegel 1991، صفحة [بحاجة لرقم الصفحة].
16. ↑  Montesquieu 1924، صفحة [بحاجة لرقم الصفحة].
17. ↑  يتفرد النظام البلجيكي بأن الملك يرتبط بالشعب وليس بالدولة، فلقب ملك بلجيكا هو ملك البلجيكيين، كما إن الملك البلجيكي لا يصبح ملكًا بوفاة أو تنازل سلفه بل لا يتم ترقيته على العرش إلا بعد أداء اليمين الدستورية.
18. ↑  قراءة في تأسيس المملكة العراقية 1921: الأهداف والنتائج، بلقيس محمد جواد، كلية العلوم السياسية، جامعة بغداد
19. ↑  "كيف نشأت المملكة السورية ولماذا انتهت". عنب بلدي. 12 يناير 2020. مؤرشف من الأصل في 2020-07-31. اطلع عليه بتاريخ 2020-08-10.